# Jakub Kirszrot

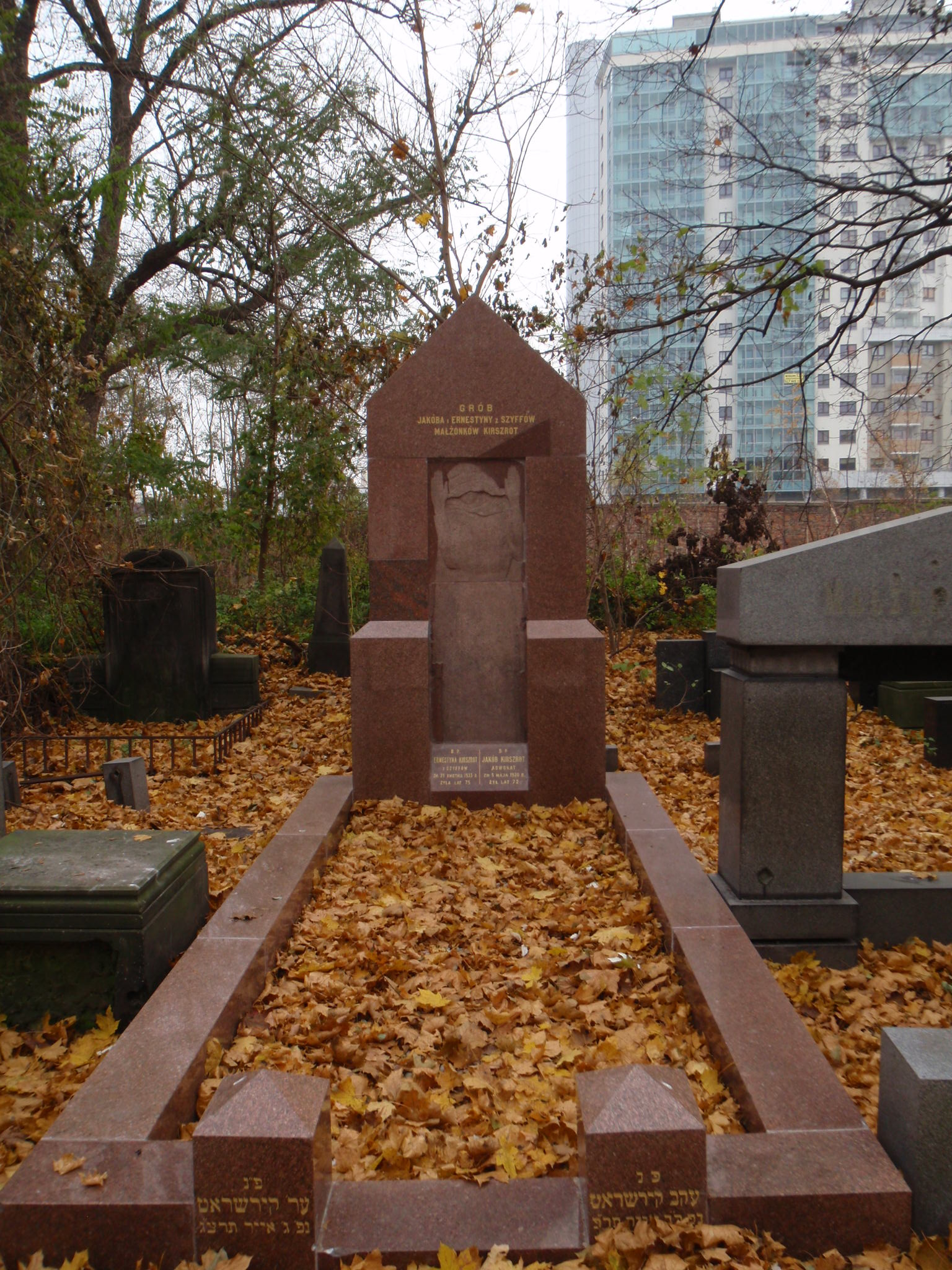
Grób Jakuba i Ernestyny Kirszrotów na cmentarzu żydowskim w Warszawie po renowacji nagrobka jesienią 2010

Jakub Kirszrot (ur. 1848, zm. 10 maja 1920 w Warszawie) – polski adwokat żydowskiego pochodzenia, badacz dziejów Żydów w Polsce.

## Życiorys
Ukończył studia prawnicze w Szkole Głównej w Warszawie uzyskując tytuł magistra prawa i administracji, następnie został patronem przy warszawskim Trybunale Cywilnym. Po reformie sądownictwa w 1876 r. mianowano go adwokatem przysięgłym. "Ceniony, jako wybitny cywilista, cieszył się zaufaniem licznych swoich klientów". 
Od 1919, to jest od chwili powstania, wchodził w skład Naczelnej Rady Adwokackiej. 
Przez wiele lat był członkiem zarządu gminy żydowskiej w Warszawie. Popierał asymilację Żydów ze społeczeństwem polskim.
Badał dzieje Żydów w Polsce i ogłosił liczne publikacje na ten temat. Najważniejszą jest praca Prawa Żydów w Królestwie Polskim.
Był żonaty z Ernestyną z domu Szyff (1858?-1933).
Jest pochowany na cmentarzu żydowskim przy ulicy Okopowej w Warszawie (kwatera 71, rząd 1). Obok spoczywa jego żona. W centralnej części ich nagrobka znajduje się płaskorzeźba pt. Modlitwa autorstwa Henryka Kuny.